# 堇紫珊瑚菌
堇紫珊瑚菌（学名：Clavaria zollingeri）是一种分布广泛的真菌。它为紫色管枝状，成群生长，高度可达10厘米，宽可达7厘米。堇紫珊瑚菌是一种典型的珊瑚菌，为腐生生物，在林地的腐叶上生长。

## 分类
本物种由法国真菌学家约瑟夫-亨利·莱韦莱于1846年首次描述。它以研究珊瑚菌属的德国真菌学家海因里希·佐林格的名字命名。 Clavaria lavandula 是它的异名，由查尔斯·霍顿·佩克（Charles Horton Peck）于1910年命名。

## 描述

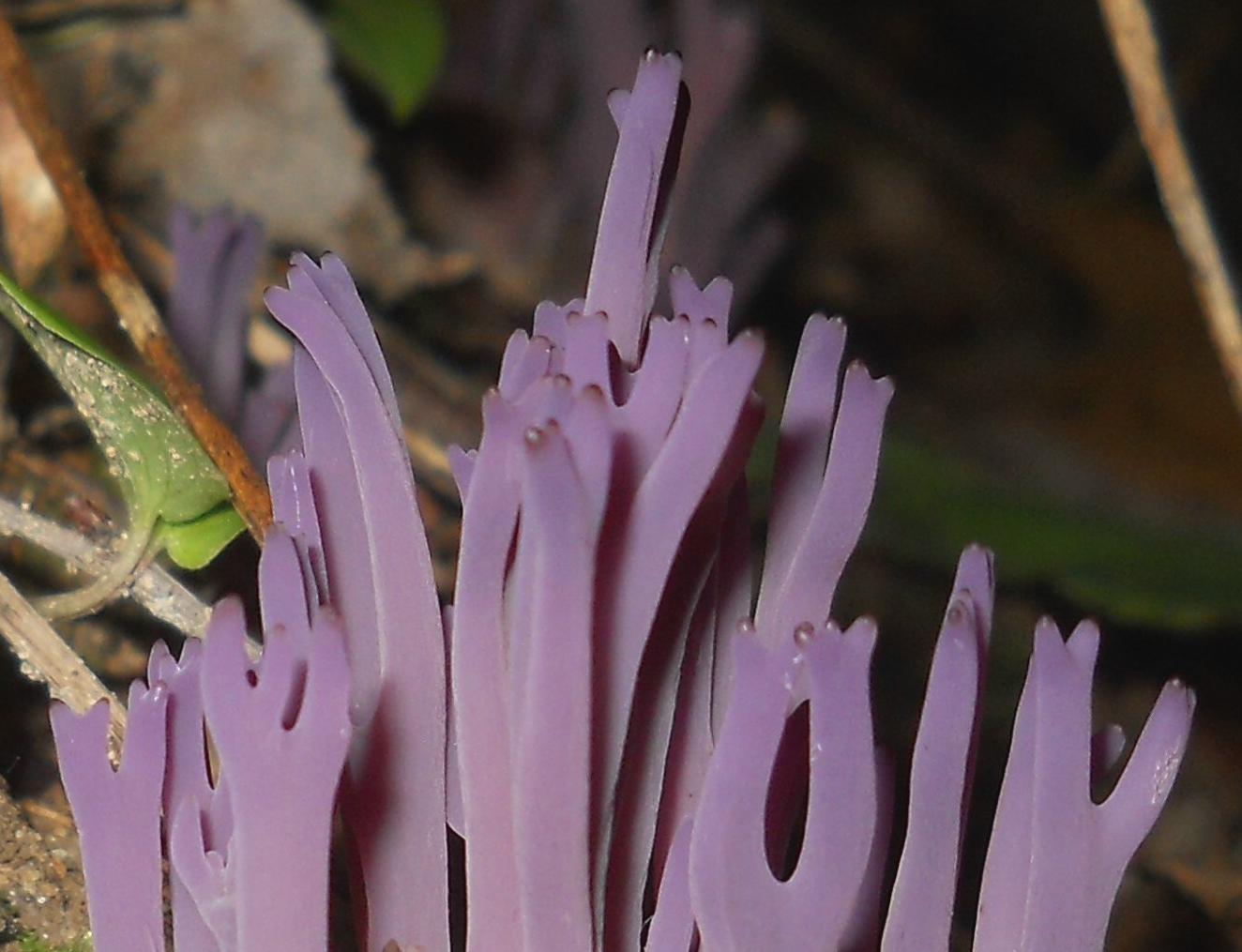
分支的极端是圆形和褐色。

这种真菌的菌体颜色为紫罗兰色到紫水晶色，通常高度为5-10厘米，宽度为4-7厘米。茎短小，分支从地面附近开始分叉生长。孢子是白色的，它没有明显的气味，其味道有点像萝卜。目前不清楚是否可以食用。
孢子大致球形至宽椭圆形，面积为4-7×3-5微米。孢子台没有皱褶，大小为50–60×7–9微米。

## 习性和分布
这种真菌独自或集群生长在地面与草地上，通常接近硬木树，或者苔藓。它是一种腐生生物，通过分解有机物获得养分。它分布广泛，在澳大利亚、新西兰、北美洲、南美洲、 欧洲和亚洲均有分布。在丹麦，它被列入受威胁物种。

## 生物活性化合物
堇紫珊瑚菌含有凝集素，一类结合细胞表面上的特定的碳水化合物的蛋白质，使它们聚集在一起。一个韩国的研究表明，真菌提取物引起lymphoagglutination是涉及白细胞凝集的一种具体形式。